# Свято-Успенская церковь (Браслав)
Свято-Успенская церковь — православная церковь в Браславе. Памятник архитектуры русского стиля. Построена в 1897 году.

## История
Свято-Успенская церковь была построена рядом с Замковой горой в 1897 году.
2 августа 2016 года Постановлением Совета Министров Республики Беларусь церкви был присвоен статус историко-культурной ценности Республики Беларусь регионального значения.

## Архитектура
Церковь состоит с кубического основного объёма, пятигранной апсиды с боковой ризницей, трапезной и двухъярусной (восьмерик на четверике) колокольне-притвора. Четырёхскатная крыша основного объёма увенчан пятью куполами на восьмигранных барабанах, колокольня увенчана гранёным намётом с маковкой. Главный арочный входной проём оформлен массивным порталом с килеподобной профилироаванной аркой на колоннах-бочках. Такими же арками оформлены боковые входы. Фасады разделены арочными оконными проёмам с колонками-бочками и насыщены архитектурными деталями, среди которых: угловые рустованные лопатки, профилированные тяги и карнизы с дентикулами, прямоугольные панели, арочные ниши.
Потолок внутри храма увенчан восьмигранным барабаном с шатровым куполом, который держится на четырёх столбах. Апсида открывается большой аркой и оформлена трёхъярусным деревянным иконастасом. Стены покрашены зелёный цвет с белой и голубой орнаментально-трафаретной раскраской.